# Kryn
Kryn (bułg. Крън) – miasto w południowo-środkowej Bułgarii, w obwodzie Stara Zagora, w gminie Kazanłyk. Według danych Narodowego Instytutu Statystycznego, 31 grudnia 2011 roku miasto liczyło 3316 mieszkańców.

## Położenie
Kryn położony jest u podnóża Starej Płaniny, w Dolinie Róż, a konkretnie w Dolinie Królów Trackich, 4 km od Kazanłyku. Według co niektórych publikacji prawdopodobnie Kryn jest geograficznym środkiem Bułgarii.

## Historia
W XIII wieku na wzgórzu powstała Krynska twierdza. W średniowieczu Kryn był ważnym punktem obronnym, stanowił centrum Księstwa Krynskiego. W trakcie wojen bałkańskich w 1912 roku do legionu Macedońsko-Adrianopolskiego wstąpił jeden mieszkaniec. 25 października 2011 roku decyzją ministerstwa Kryn dostał prawa miejskie.

## Zabytki
W rejestrze zabytków znajduje się:
- Dom, gdzie urodził się Cwjatko Radojłow, teraz znajduje się w nim muzeum
- Grobowiec tracki, datowany na IV wiek p.n.e., który był jednym z pierwszych budynków gdzie Trakowie stosowali cegły i zaprawy

## Infrastruktura społeczna
- Szkoła podstawowa Klimenta Ochrydzkiego, przedszkole Lilija, dom kultury wraz z biblioteką

## Gospodarka
Mieszkańcy przede wszystkim zajmują się uprawą róży damasceńskiej i produkcją olejku różanego oraz uprawą lawendy.

## Urodzeni w Krynie
- Cwjatko Radojłow – pułkownik, członek Bułgarskiej Partii Komunistycznej